# ONE WAY (青山テルマの曲)
「ONE WAY」（ワン・ウェイ）は、青山テルマのデビューシングル。2007年9月5日発売。この曲は鳴かず飛ばずだったが、次に発売した「そばにいるね」が大ヒット、名前が知られるようになる。

## 概要
- ドワンゴ「dwango.jp」TV-CMソング
- MLJ「アーティスト公式サウンド」TV-CMソング
- テレビ東京「流派-R」8月度オープニングテーマ

## 収録曲
1. ONE WAY
（作詞：3rd Productions / 青山テルマ　作曲：3rd Productions）
2. GOOD TIME
（作詞：青山テルマ　作曲：3rd Productions）
3. ONE WAY（DIORI REMIX）feat.WISE
4. ONE WAY（Instrumental）